# Federico Hurtado
Federico Hurtado Alcázar (Tacna, 17 de noviembre de 1884 - Lima, siglo XX) fue un militar y político peruano, que llegó al grado de general de División. Fue ministro de Guerra del segundo gobierno del general Óscar R. Benavides (1935-1939).

## Biografía
Nació en Tacna, siendo hijo de Wenceslao Hurtado y Matilde Alcázar. Estudió en el Colegio Nacional de Locumba y en el Liceo de Tacna. Luego ingresó a la división superior de la Escuela Militar de Chorrillos, de donde egresó en 1905 con el grado de alférez de caballería.
Fue enviado en misión de estudios a Francia, donde se entrenó en regimientos de caballería y siguió cursos de perfeccionamiento para oficiales superiores. Posteriormente fue alumno de la Escuela Superior de Guerra del Perú.
En 1909 fue ascendido a teniente. Fue instructor en la Escuela de Clases y en la división superior de la Escuela Militar de Chorrillos. En 1911 ascendió a capitán y pasó a ser comandante de escuadrón del regimiento de caballería N.º 1. En 1914 ascendió a mayor y fue nombrado segundo jefe de regimiento de caballería N.º 5.
En 1918 era ya teniente coronel y primer comandante del regimiento de caballería N.º 1. También fue jefe de Estado Mayor de la 1.ª y 2.ª división; subdirector de la Escuela Militar, en dos períodos; y comandante general de la 2.ª División. 
En 1925 fue miembro de la comisión plebiscitaria que viajó al sur para encargarse del desarrollo del plebiscito de Tacna y Arica (provincias peruanas que por entonces estaba en poder de Chile), el cual no llegó a efectuarse.
En 1931 ascendió a coronel. En ese mismo año fue nombrado jefe del Estado Mayor General del Ejército, cargo que ejerció hasta 1935.

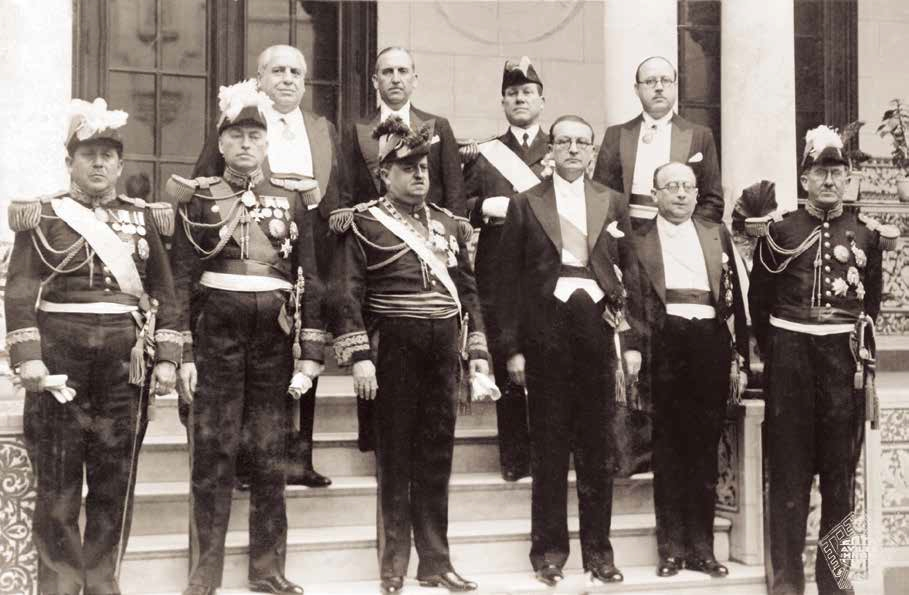
El general Óscar R. Benavides, junto con su gabinete ministerial. Federico Hurtado, como ministro de Guerra, es el último de la primera fila, de izquierda a derecha. Lima, 28 de julio de 1936.

Durante el segundo gobierno del general Óscar R. Benavides, fue nombrado ministro de Guerra, cargo que juró el 21 de mayo de 1935, integrando el gabinete ministerial presidido por el general Manuel E. Rodríguez.
Al constituirse el 13 de abril de 1936 un nuevo gabinete ministerial, encabezado por el coronel Ernesto Montagne Markholz, Hurtado fue ratificado en el cargo. Este gabinete fue el que acordó la convocatoria a elecciones generales para el 15 de junio, las mismas que serían anuladas.
En junio de 1936 fue ascendido a la clase de general de brigada, por resolución legislativa del Congreso Constituyente. Cuando en diciembre de 1936 el general Benavides prorrogó su gobierno por tres años más, Hurtado se mantuvo en el gabinete ministerial. Permaneció en dicho cargo hasta el 20 de abril de 1939, cuando fue reemplazado por el coronel Felipe de la Barra.
Durante el primer gobierno de Manuel Prado fue inspector del ejército (1940) y contralor general del mismo (1941-1942). Presidió las delegaciones militares que concurrieron a Argentina y Chile entre 1941 y 1942, en el marco del arreglo de paz con Ecuador.
En el gobierno de José Luis Bustamante y Rivero fue nuevamente inspector general del ejército. Al producirse la revolución aprista del Callao del 3 de octubre de 1948, asumió las funciones de comandante de Armas, tomando a sus órdenes todas las tropas de las Fuerzas Armadas de la guarnición de la capital. Ya era por entonces general de División. Ocurrido el golpe de Estado del 27 de octubre de 1948, él y otros oficiales recibieron en el aeropuerto de Limatambo al derrocado presidente Bustamante, que partía hacia el exilio.
Fue también presidente y vicepresidente del Consejo Superior del Ejército; miembro del Consejo Permanente de la Defensa Nacional; y presidente del Comité Económico de la Defensa Nacional.

## Condecoraciones
- Orden El Sol del Perú, en el grado de Gran Oficial
- Orden Militar de Ayacucho, en el grado de Gran Oficial
- Orden al Mérito de Chile, en el grado de Gran Cruz.
- Orden del Cóndor de los Andes de Bolivia, en el grado de Gran Oficial.
- Orden de Leopoldo de Bélgica, en el grado de Gran Cruz.
- Orden de la Corona de Italia, en el grado de Caballero Gran Cruz
- Legión de Honor de Francia, en el grado de Comendador.
- Cruz de tercera clase de la Orden del Mérito Militar de España